# Lingua medio gallese
Il medio gallese (in gallese: Cymraeg Canol) è la lingua gallese parlata tra il XII e il XIV secolo. Questa forma di gallese si sviluppò dall'antico gallese.
Il medio gallese è la lingua di tutta la letteratura gallese precedente la traduzione della Bibbia da parte del vescovo William Morgan (1588), che  segnò l'inizio della fase moderna. Anche la letteratura antico-gallese ci è pervenuta trascritta in medio gallese.   
Il medio gallese è abbastanza comprensibile, sebbene con fatica, per un gallese di oggi.

## Elementi di grammatica

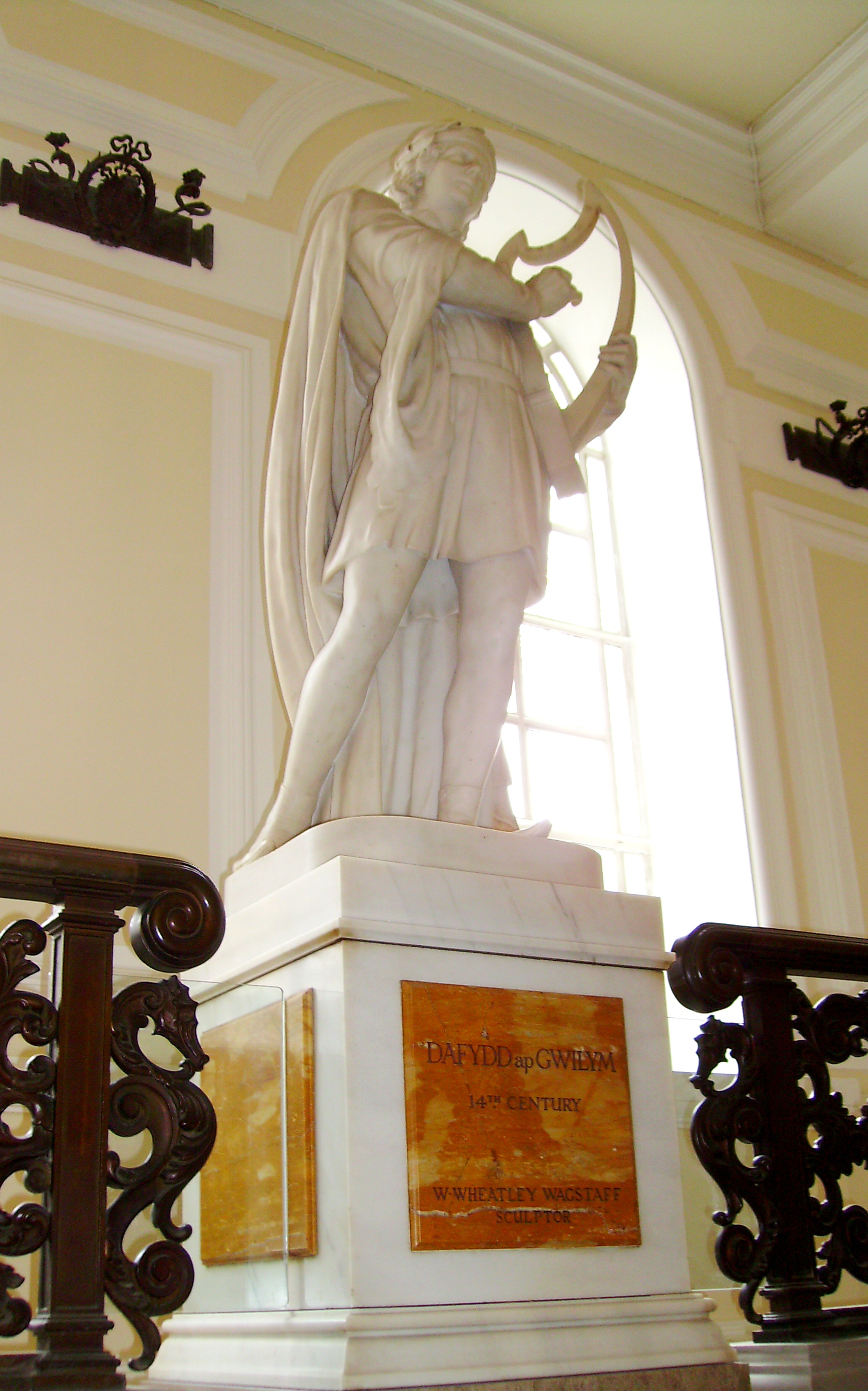
Statua di Dafydd ap Gwilym, il più famoso letterato del (tardo) periodo medio-gallese (Municipio di Cardiff).

### Fonologia
La fonologia del medio gallese è simile a quella della lingua moderna, con alcune differenze. Es.:
- La lettera u, che oggi rappresenta  /ɨ/ nei dialetti gallese del nord-ovest e /i/ in quelli del sud e del nord-est, rappresentava allora la vocale arrotondata centrale chiusa /ʉ/, simile ad es. alla u della parola norvegese hus.
- Nelle sillabe finali atone si trovava a volte il dittongo aw, che oggi è diventato o (es. medio gallese marchawc = gallese moderno marchog "cavaliere").
- I dittonghi ei ed eu del medio gallese sono diventati ai ed au nelle sillabe finali (es. gall. medio seith = gall. mod. saith "sette", gall. medio heul = gall. mod. haul "sole").

### Ortografia
L'ortografia del medio gallese non venne mai standardizzata; quindi il confronto tra i manoscritti presenta variazioni nel modo in cui venivano rappresentati gli stessi suoni. Tuttavia si possono individuare alcune differenze generali tra l'ortografia del gallese medio e quella della lingua moderna. Ad es.:
- Non venivano segnate la mutazione dolce e i cambiamenti di consonante tra vocali, risultanti dall'evoluzione dalla lingua britannica al medio gallese.
- Gli aggettivi possessivi ei "suo" ed eu "loro", e la preposizione i "a" (termine e moto a luogo) venivano in genere indicati con y, perciò venivano scritte nello stesso modo dell'articolo determinativo y e della particella relativa indiretta y. Una frase come per es. y gath era dunque poco chiara, potendo significare "il gatto" (scritto come in gallese moderno), "il suo gatto" (gall. mod. ei gath) o "ad un gatto" (gall. mod. i gath).
- Non esisteva un modo regolare per notare la mutazione nasale. Si vedono grafemi come yg gwlad, y ngwlad ecc. (gall. mod. yng ngwlad, "nella terra")
- Le consonanti esplosive sonore /d/ e /c/ in fine di parola erano rappresentate dalle lettere t e c. Es. diffryt "protezione" (gall. mod. diffryd), redec "correre" (gall. mod. rhedeg).
- Il suono /k/ era in genere scritto k davanti alle vocali e, i, y (in gall. mod. è sempre scritto c). Es. medio gall. keivyn (gall. mod. ceifn "cugino di terzo grado").
- Il suono /v/ era di solito indicato con u o v, specialmente tra due vocali; mai in fine di parola, dove veniva scritto f (in gall. mod. è sempre scritto f). Es. medio gall auall, gall. mod. afall "melo".
- Il suono /f/ veniva di solito scritto con f (in gall. mod. ff)
- Il suono /ð/ era in genere scritto d (in gall. mod. è sempre scritto dd). Es. gall. medio dyd, gall. mod. dydd "giorno".
- Il suono /r̩/ (r sorda) era scritto r, quindi non veniva distinto da /r/ (in gall. mod. essi vengono distinti rispettivamente con rh e r). Es. gall. medio redec, gall. mod. rhedeg (correre).
- Alcuni testi rivelano tratti dialettali simili a quelli presenti nei dialetti odierni. Per es. la perdita del suono /j/ tra consonante e vocale, come in molti dialetti del Galles del sud. Inoltre il suono /x/ (scritto ch) a volte si trasforma in /h/ (scritto h).

### Morfologia
Per quanto riguarda la morfologia il medio gallese, rispetto alla lingua moderna, è più vicino alle altre lingue della famiglia celtica. Per es. la terza persona singolare del tempo passato presenta le desinenze -wys, -ws, -es, -as accanto alle forme -awdd, -odd (gall. mod. -odd; ma dial. gall. del sud-est -ws); il verbo clywed (udire) presenta la forma kigleu (udì), molto arcaica ed analoga all'antico irlandese -cúala (udì) del verbo ro-cluinethar (udire).
Le forme plurali degli aggettivi erano impiegate in quantità molto maggiore che nella lingua moderna, es. cochion (rossi).
Per formare il plurale dei sostantivi era molto frequente la desinenza -awr, che il gallese moderno ha sostituito con -au.

### Sintassi
Come avviene ancora oggi nella lingua scritta, il medio gallese impiegava, oltre alla costruzione di frase consueta "VSO" (Verbo Soggetto Oggetto) (Gwelodd y brenin gastell - Il re vide un castello), anche una costruzione "irregolare" e una "mista" (Y brenin a welodd castell). La costruzione "mista" indicava un'enfasi sul soggetto, come si usa ancora oggi per mettere in risalto un elemento della frase. La differenza tra le due consisteva nel fatto che nella costruzione di frase "mista" la particella negativa ni/na era posta davanti al soggetto (es. Ni brenin a welodd gastell, gall. mod. Nid y brenin a welodd y castell, Il re non vide il castello); mentre nella costruzione "irregolare" veniva posta davanti al verbo (es. Brenin ni welodd gastell, gall. mod. Welodd y brenin ddim castell, Il re non vide un castello).